# Серебрянка (сталь)
Серебрянка — круглая калиброванная (диаметром 0,2—25 мм, иногда до 30 мм) сталь со специально обработанной светлой гладкой поверхностью (верхний слой удаляется шлифованием, иногда полируется). Серебрянка изготавливается прокатом или волочением из инструментальной стали (углеродистой и легированной) или из легированной конструкционной стали.
Серебрянка используется в случаях, когда можно обойтись без дополнительной механической обработки поверхности (например, при изготовлении инструментов: отвёрток, свёрл и т. п.).

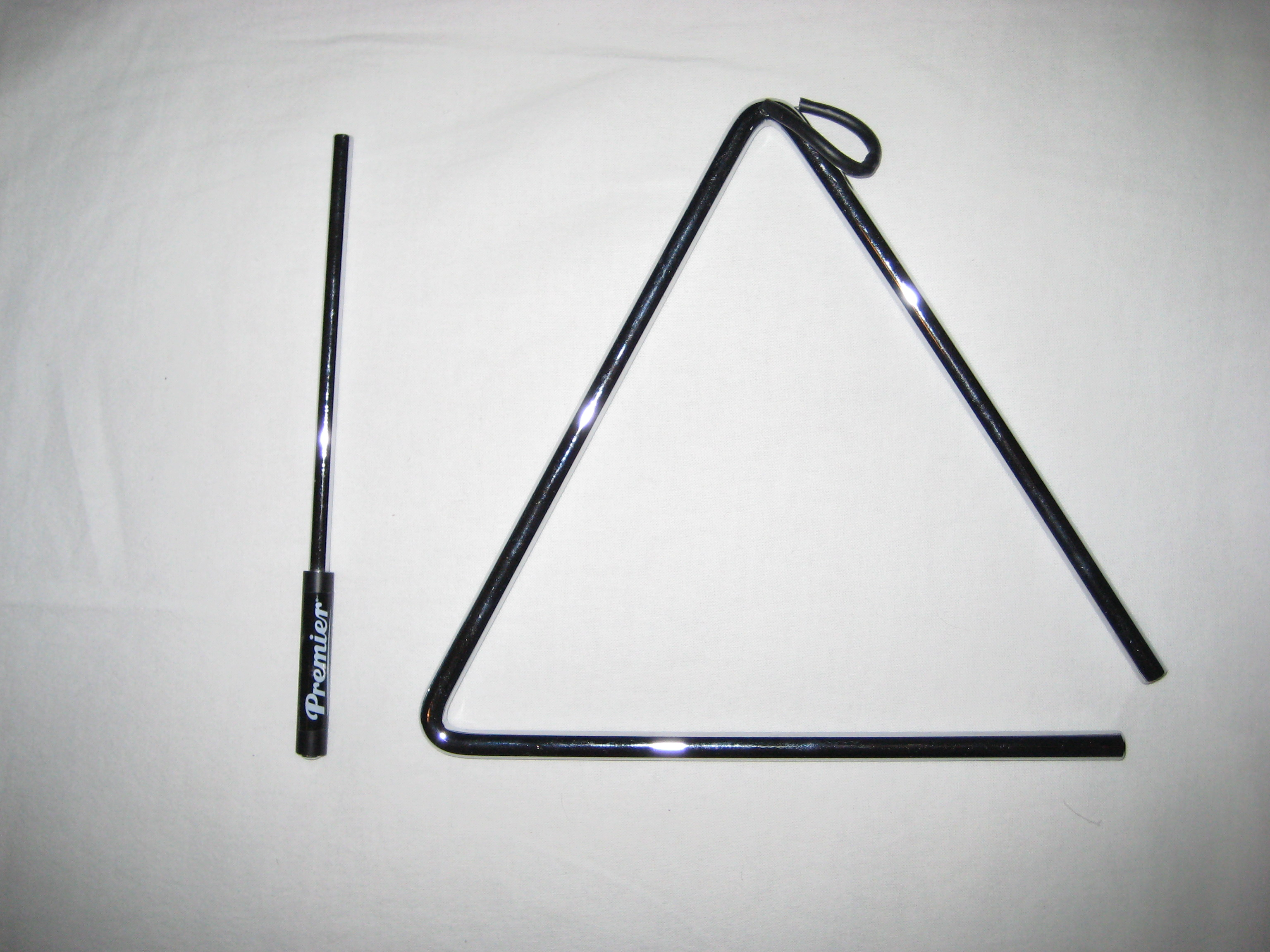
Музыкальный инструмент треугольник часто изготавливается из серебрянки

Согласно российским стандартам, серебрянка может поставляться с использованием шести групп качества обработки поверхности (А, Б, В, Г, Д и Е) как в мотках, так и в прутках с длиной от 60 см до 6,5 м (более толстые прутки имеют бо́льшую длину: диаметру до 0,6 мм соответствует длина до 1 метра, диаметру свыше 9 мм — длина более 4 метров), в неотожжённом (нагартованном) и в отожжённом (термообработанном) виде.